# Fay Claassen

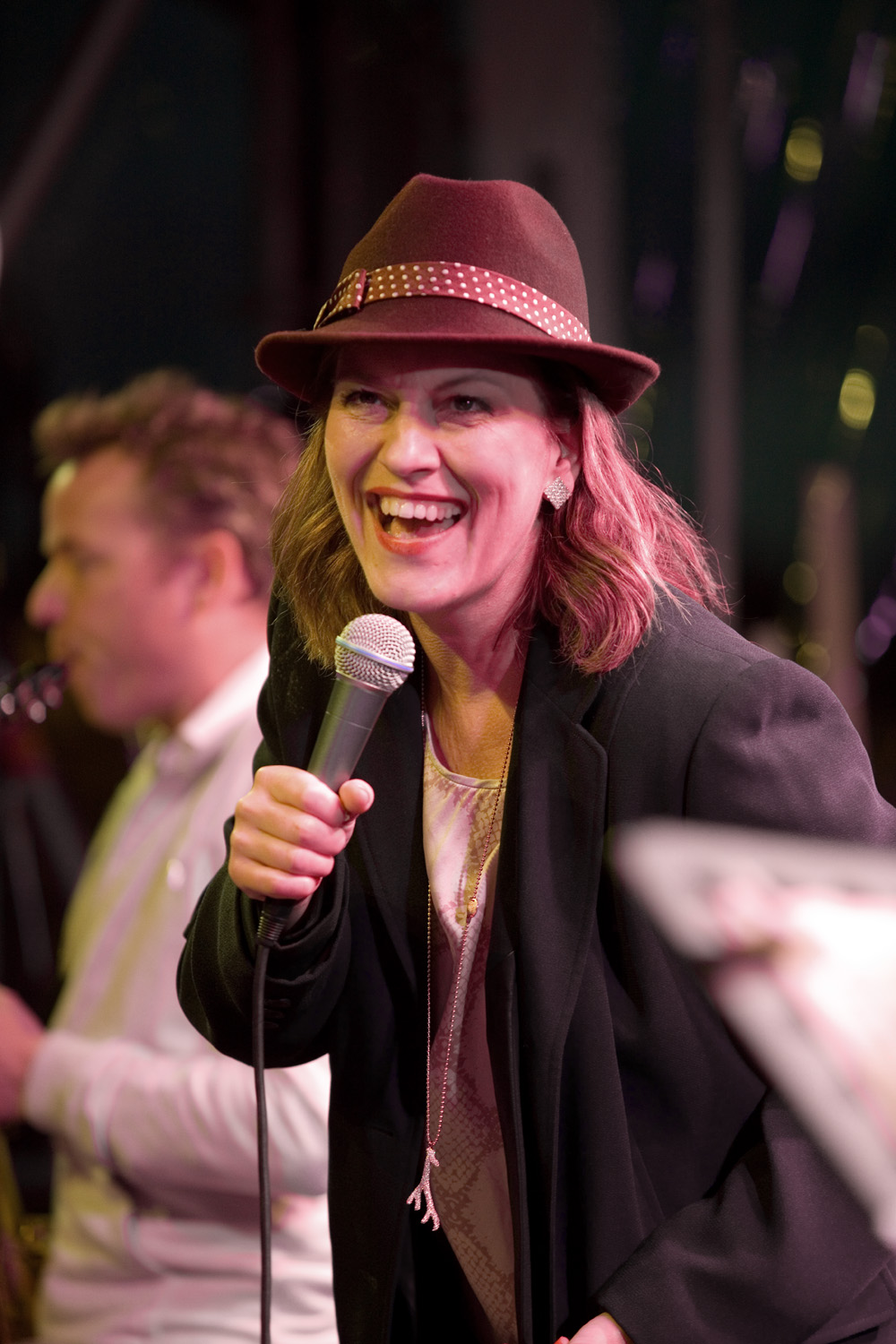
Fay Claassen, 2016

Fay Claassen (* 2. Dezember 1969 in Nijmegen) ist eine niederländische Jazzsängerin und -pädagogin.

## Leben und Wirken
Fay Claassen absolvierte zunächst eine Tanz- und Ballettausbildung an der Ballet Akademie in Arnheim (NL), bevor sie 1990 am Königlichen Konservatorium Den Haag Jazzgesang bei Rachel Gould studierte. Während ihres Studiums, welches sie 1996 mit Auszeichnung abschloss, begann sie ihre professionelle Karriere als Jazzsängerin in den Bands mit Carolyn Breuer, Tony Overwater und dem Amsterdam Jazz Quintett. Musiker wie Ivan Paduart, Bert Joris, Diederik Wissels, Paul Heller, Robert Jan Vermeulen und Michael Abene schrieben Kompositionen für sie. Claassen arbeitete mit Barry Harris, Toots Thielemans, Jim McNeely, Rita Reys, John Engels, Mike Stern, Vince Mendoza, Kenny Werner, Jan Verwey, Paquito D’Rivera, Tom Harrell, Bob Malach, Georgie Fame, James Carter, dem Metropole Orchestra, den Skymasters, dem Jazzorchestra of the Concertgebouw, der hr-Bigband und der WDR Big Band Köln zusammen.
Sie veröffentlichte bisher elf CDs unter eigenem Namen und ist auf 18 weiteren Alben als Gastsolistin vertreten.
Für ihr Projekt Two Portraits of Chet Baker erhielt sie ausgezeichnete Kritiken. 2006 war sie in Japan auf Tournee. 2007 machte sie ein Projekt mit Paquito D’Rivera, der WDR Big Band und dem WDR Rundfunkorchester Köln unter der Leitung von Michael Abene (Improvise One). 2008 veröffentlichte sie bei Challenge Records ihre fünfte CD unter eigenem Namen, Red, Hot and Blue – The Music of Cole Porter und 2010 Sing! mit der WDR Big Band und dem WDR Rundfunkorchester, arrangiert von Michael Abene. 2023 erschien ihr Album Symphonic Stories zusammen mit dem Residentie Orkest Den Haag. Gesanglich überzeugte sie auch bei The Second Time Around, dem Remake eines Albums von Rita Reys mit dem Jazz Orchestra of the Concertgebouw.
Von 2001 bis 2007 leitete Claassen als Nachfolgerin von Maria João die Jazzgesangsabteilung des Konservatoriums Porto. Sie gibt Workshops und regelmäßige Masterclasses an den Konservatorien von Amsterdam, Maastricht, Antwerpen und ist Hauptfachdozentin für Jazzgesang am Konservatorium in Rotterdam; sie gab Masterclasses und Konzerte auf den Konferenzen der International Association for Jazz Education (IAJE) in Los Angeles und New York.
Fay Claassen ist mit dem Saxophonisten Paul Heller verheiratet.

## Auszeichnungen und Preise
Für ihr Album Two Portraits of Chet Baker erhielt sie den ersten Chet Baker Award, den sie 2006 in Amsterdam entgegennahm. Zudem erreichte sie einen 1. Platz im All About Jazz-Critics-Poll in New York. 2009 erhielt The Shakespeare Album von Ilja Reijngoud, an dem sie mitwirkte, einen Edison Award. Ihr Album mit dem Trio Peter Beets Live at the Amsterdam Concertgebouw erhielt 2016 den Vierteljahrespreis der Deutschen Schallplattenkritik. Für ihr Album Luck Child erhielt sie 2018 den Edison Award in der Kategorie „Jazzsängerin National“. 2022 erhielt sie ihren vierten Edison Jazz Award für das 10-teilige Album Fay Live, das bisher unveröffentlichte Live-Aufnahmen anlässlich ihres 25-jährigen Bühnenjubiläums enthält.

## Diskografie (Auswahl)
- Carolyn Breuer • Fee Claassen Quintet Simply Be (Challenge Records 1995, mit Sebastian Altekamp, Stephan van Wylick, Joost Patocka, sowie Hermann Breuer, Ferdinand Povel)
- With a Song in My Heart (2000)
- Rhythms and Rhymes (2001)
- Specially Arranged for Fay (2002)
- Two Portraits of Chet Baker (2005, NL: Gold)[4]
- Red, Hot and Blue - The Music of Cole Porter (2008)
- Sing! (2010, mit WDR Big Band/WDR Rundfunkorchester unter Leitung von Michael Abene)
- Live at the Amsterdam Concertgebouw (2015)
- Luck Child (Challenge, 2017); erhielt 2018 den Edison Jazz Award in der Sparte „Jazzsängerin National“
- Dutch Songbook (Challenge, 2018, mit WDR Big Band, Cor Bakker, Peter Tiehuis und Theo de Jong unter Leitung von Torsten Maaß)
- Fay Claassen & David Linx: And Still We Sing (Jazzline 2021, mit der WDR Big Band unter Leitung von Magnus Lindgren)[5]
- Fay Claassen & Residentie Orkest The Hague: Symphonic Stories (Challenge 2023)[6]

als Gastsolistin
- Tony Overwater Faces of China, (1999)
- Ivan Paduart A Night at the Music Village, (2003)
- Diederik Wissels Song of You, (2003)
- David Linx One Heart, Three Voices, (2005)
- Ilja Reijngoud The Shakespeare Album, (2009); erhielt 2009 den Edison Jazz Award in der Sparte Vokal
- Ivan Paduart and the Metropole Orchestra Crush (2010)
- Bob Brookmeyer and The New Art Orchestra Featuring Fay Claassen Standards, (2011)
- Jazz Orchestra of the Concertgebouw: The Second Time Around (2025)